# Triathlon Veenendaal
De Triathlon Veenendaal is een triathlon die sinds 1983 elk jaar georganiseerd wordt. De wedstrijd behoort daarmee samen met de Triathlon van Almere en die van Nieuwkoop tot de oudste van Nederland. In 1983 werd begonnen met een halve en een 'mini' triathlon in en om het Valleibad in Veenendaal, en na diverse omzwervingen vindt het evenement tegenwoordig plaats bij het sportpark 'de Groene Velden'. In 2017 had het evenement zo'n 1.300 deelnemers in diverse startseries op de 1/16e, 1/8e, 1/4e, sprint en OD afstand. De Triathlon Veenendaal wordt georganiseerd door de Stichting Triathlon Veenendaal.

## Nederlands Kampioenschappen
In 1990, 2012, 2013 en 2018 vond in Veenendaal het Nederlands Kampioenschap triathlon OD plaats. Het Nederlands Kampioenschap triatlon Sprintafstand kwam in 2015, 2016 en 2017 naar Veenendaal.

## Winnaars
Rob Barel heeft zesmaal gewonnen in Veenendaal, met 25 jaar tijd tussen de eerste en de laatste overwinning. Door na 2015 en 2016 ook in 2018 te winnen komt Jorik van Egdom op drie overwinningen.
Bij de dames hebben Ingrid van Lubek en Mirjam Weerd (op rij) het evenement beiden driemaal op hun naam geschreven.
| Jaar | Winnaars             | Winnaars | Winnaars              | Winnaars |
| Jaar | Mannen               | Tijd     | Vrouwen               | Tijd     |
| ---- | -------------------- | -------- | --------------------- | -------- |
| 1983 | Jim Koster           | 4:58:08  | Geen competitie       | —        |
| 1984 | Rob Barel            | 4:16:06  | Nannie van Toorenburg | 5:17:00  |
| 1985 | Peter Zijerveld      | 4:12:41  | Henny Verdonk         | 5:07:40  |
| 1986 | Rob Barel            | 4:08:35  | Carla Krouwel         | 5:00:16  |
| 1987 | Rob Barel            | 4:00:43  | Irma Zwartkruis       | 4:52:29  |
| 1988 | Hillo Compagner      | 4:08:42  | Hanneke Lieverse      | 4:52:46  |
| 1989 | Pim van den Bos      | 1:52:49  | Thea Sybesma          | 2:08:02  |
| 1990 | Rob Barel            | 1:50:58  | Thea Sybesma          | 2:03:04  |
| 1991 | Menno Oudeman        | 1:56:29  | Wilma Luggenhorst     | 2:09:49  |
| 1992 | Jack Belt            | 1:53:05  | Regina Bouwmeester    | 2:21:53  |
| 1993 | Mark Pessink         | 1:52:05  | Marjan Huizing        | 2:09:05  |
| 1994 | René Poppe           | 1:52:16  | Jitske Cats           | 2:10:46  |
| 1995 | Rob Barel            | 1:54:47  | Ada van Zwieten       | 2:10:33  |
| 1996 | Jason Metters        | 1:52:24  | Annelies Kraus        | 2:08:49  |
| 1997 | Koos Zut             | 1:57:19  | Dorothe Vrieze        | 2:20:35  |
| 1998 | Mathijm Wassink      | 1:57:19  | Jeanette van Dalen    | 2:11:24  |
| 1999 | Casper van den Burgh | 1:54:36  | Mariska Postma        | 2:09:44  |
| 2000 | Bert Flier           | 1:55:34  | Lucienne Groenendijk  | 2:02:52  |
| 2001 | Casper van den Burgh | 1:49:29  | Ingrid van Lubek      | 2:03:30  |
| 2002 | André Laven          | 1:54:16  | Ingrid van Lubek      | 2:07:02  |
| 2003 | André Laven          | 1:52:03  | Mariska Kramer        | 2:08:31  |
| 2004 | Guido Gosselink      | 1:52:08  | Ingrid van Lubek      | 2:07:41  |
| 2005 | Bert Flier           | 1:57:12  | Bianca van Dijk       | 2:14:12  |
| 2006 | Dennis Looze         | 1:56:40  | Sione Jongstra        | 2:12:11  |
| 2007 | Eddy Lamers          | 1:52:27  | Cora Vlot             | 2:08:31  |
| 2008 | Vincent Bohm         | 1:53:50  | Yvonne van Vlerken    | 2:03:07  |
| 2009 | Rob Barel            | 1:54:29  | Mirjam Weerd          | 2:06:25  |
| 2010 | Edo van der Meer     | 1:52:35  | Mirjam Weerd          | 2:04:12  |
| 2011 | Edo van der Meer     | 1:48:55  | Mirjam Weerd          | 2:02:47  |
| 2012 | Bas Diederen         | 1:51:16  | Danne Boterenbrood    | 2:04:52  |
| 2013 | Bas Diederen         | 1:46:12  | Céline Schärer        | 2:00:44  |
| 2014 | Stijn Goris          | 1:46:54  | Joke Coysman          | 2:02:09  |
| 2015 | Jorik van Egdom      | 54:07    | Maaike Caelers        | 59:22    |
| 2016 | Jorik van Egdom      | 52:56    | Kirsten Nuyes         | 59:31    |
| 2017 | Jonathan Wayaffe     | 52:45    | Kirsten Nuyes         | 59:17    |
| 2018 | Jorik van Egdom      | 1:45:32  | Jony Heerink          | 1:59:08  |
| 2019 | Menno Koolhaas       | 1:46:27  | Sarissa de Vries      | 1:59:05  |
| 2020 | Afgelast             | -        | Afgelast              | -        |
| 2021 | Dirk Wijnalda        | 1:58:03  | Saskia van Vugt       | 2:16:15  |